# Lettomanoppello
Lettomanoppello (Lu Llèttë in abruzzese) è un comune italiano di 2 609 abitanti della provincia di Pescara in Abruzzo. Nota come "città della pietra" per le tradizionali attività di lavorazione della pietra della Maiella, il territorio comunale è compreso nel parco nazionale della Maiella.

## Geografia fisica
Lettomanoppello si distende ai piedi della Maiella, a destra del fiume Lavino; comune della provincia di Pescara, il suo territorio fa parte del Parco nazionale della Maiella, che, istituito nel 1992 insieme a quello del Gran Sasso e della Laga, si estende per circa 75.000 ettari nelle provincie di Pescara, Chieti e L'Aquila. Il paese si estende da 126 a 1375 metri di altitudine, confina a nord con il comune di Turrivalignani, ad est con quelli di Manoppello e Serramonacesca, a sud-est con il comune di Pretoro (CH), a sud con il comune di Roccamorice, a sud-ovest con il comune di Abbateggio ed infine ad ovest con il comune di Scafa.

## Storia
Citata in documenti del Medioevo come "Terra Lecti Prope Manoppellum", sorse intorno al luogo di culto di Sant'Angelo (San Michele Arcangelo). Il paese è di origine medievale e per lungo tempo fu subordinato alle vicende storiche della contea di Manoppello. Nel VII secolo venne inglobato nella Diocesi di Chieti. Nel 1279 risultò essere la quarta parte di un feudo posseduto da Abamonte Di Letto, finché, nel 1338 passò alla proprietà della famiglia Orsini, conti di Manoppello, che la tennero fino al 1405. La sua popolazione, in continuo aumento, raggiunse nel 1795 le 1336 unità; a quei tempi il paese risultava essere proprietà dei baroni Dario.
Il rinvenimento di un panetto di bitume con bollo lineare del I secolo d.C., recuperato presso contrada Pignatara, attesta l'estrazione mineraria nei giacimenti di bitume fin dall'antichità, quando sarebbe attestato l'uso di schiavi di origine asiatica e africana per l'estrazione dalle cave. La stessa Repubblica di Amalfi, tra il XII e il XIII secolo si riforniva a Lettomanoppello del bitume necessario per le proprie navi; a testimonianza, sono state ritrovate monete della Repubblica di Amalfi nella, ormai, diruta chiesa di Santa Liberata. Tra la fine dell'Ottocento e l'inizio del Novecento, la ditta tedesca RHE&C iniziò uno sfruttamento industriale delle miniere d'asfalto, annoverate tra le meglio attrezzate del Regno d'Italia, tanto da competere con quelle del nord Europa. L'estrazione venne interrotta negli anni trenta del secolo scorso.
Nel dopoguerra molti giovani partirono per il Belgio, precisamente per la Vallonia, per andare a lavorare nelle decine di miniere che allora rendevano quell'area, il più importante bacino carbonifera d'Europa.
Purtroppo 8 agosto 1956 una tragedia senza precedenti, passata alla storia come Disastro di Marcinelle, sconvolse il tranquillo paese di Lettomanoppello.
Divampo'un incendio in uno dei pozzi della miniera di carbone del Bois du Cazier, a Marcinelle, oggi frazione di Charleroi, in Belgio, causò la morte di 262 persone di 12 diverse nazionalità, tra cui 136 italiane e di queste 6 erano originarie di Lettomanoppello. 
Oggi un monumento antistante il Teatro Comunale, ricorda le vittime della immane tragedia. 
Alla fine degli anni cinquanta, molti giovani operai di Lettomanoppello contribuirono inoltre alla costruzione della Diga del Vajont, al confine tra Veneto e Friuli-Venezia Giulia, poi tristemente ricordata per il Disastro del Vajont avvenuto il 9 ottobre 1963.

## Monumenti e luoghi d'interesse

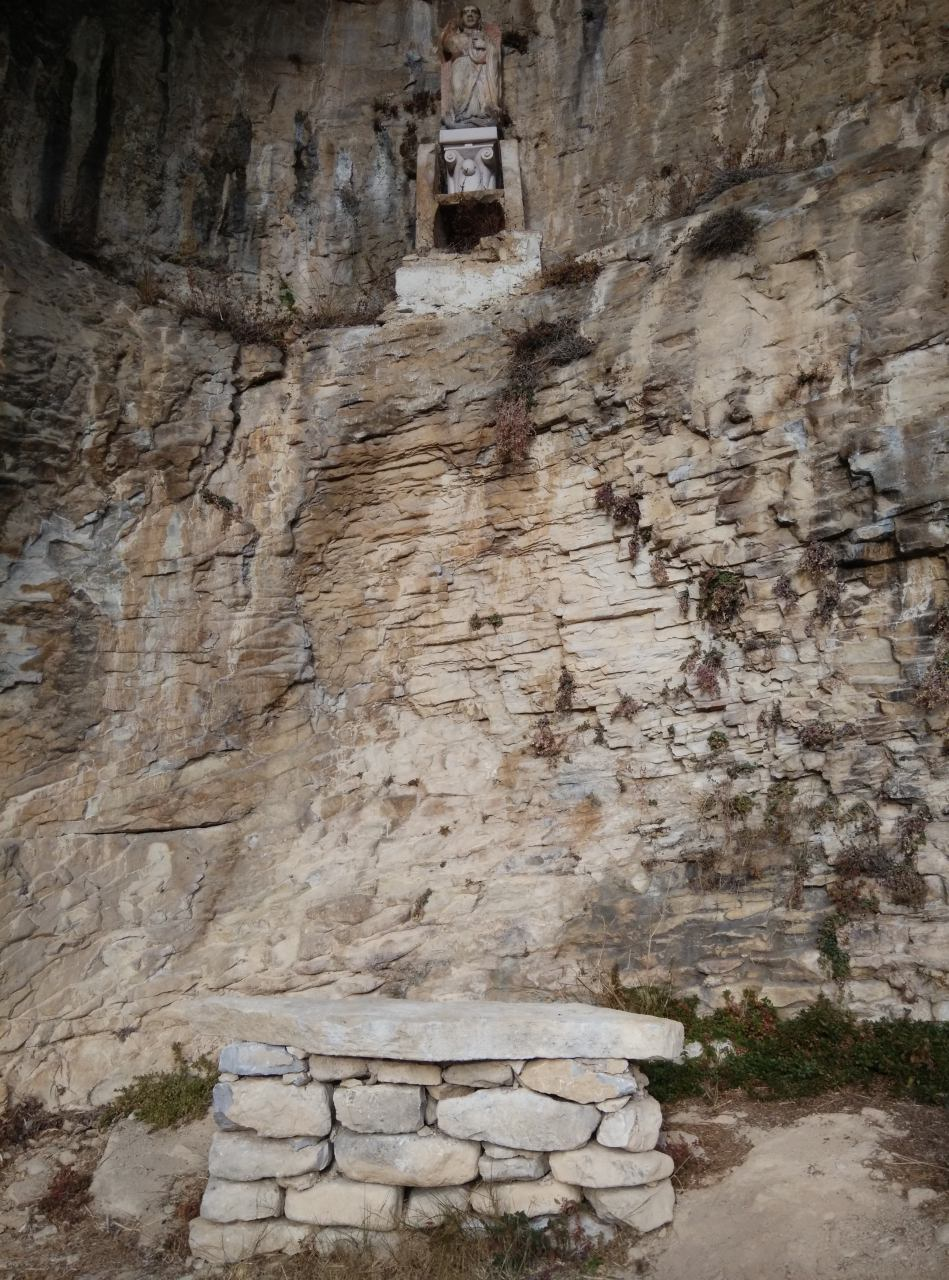
San Michele Arcangelo

- Chiesa parrocchiale di San Nicola di Bari: la chiesa risale al XIII secolo, ma ha subito rimaneggiamenti barocchi. Rimane la classica struttura medievale con facciata a capanna tripartita. Il campanile è una torre con cuspide a cipolla. L'interno prettamente barocco è a navata unica, con cappelle laterali.
- Santuario dell'Iconicella: si trova su un piccolo colle presso il fiume Lavino. La chiesa è del XVII secolo ed ha questo nome per una piccola icona della Madonna di Costantinopoli. La struttura è barocca e semplice, di gusto campestre, con un decorato portale in stile classico romanico. L'interno è a navata unica.
- Chiesa San Pietro: situata in contrada Pietrara, le sue origini risalgono all'antica Roma. Veniva citata con il nome di "Sancti Petri ad Troiam" in un documento dell'archivio benedettino di Subiaco, come sito donato dal tal Trasmondo all'Abbazia di San Clemente nel 1407.
- Fonte del Papa: dove la leggenda narra che Pietro del Morrone si fermasse a bere durante il suo peregrinare dall'Eremo del Morrone a quello di Santo Spirito a Maiella, fino ad arrivare a San Liberatore di Serramonacesca.
- Grotta della Praie: considerata una delle più grandi grotte speleologiche della provincia di Pescara.
- Parco dei Tholos: nel territorio lettese troviamo un'area ben precisa denominata "Piana delle Cappelle". Chiamata così proprio per la notevole quantità di capanne in pietra a secco, anche se non tutte integre.
- Grotta Sant'Angelo:un imponente androne ricavato dalla pietra che si trova in località Vallone, e risale al XII secolo. Probabilmente fu abitata dal famoso Pietro da Morrone, e vi fu fondata una chiesa, caduta in rovina nel XVIII secolo. Qui è situata la copia della famosa statua di San Michele Arcangelo, in quanto l'originale è custodita presso il Museo delle Genti d'Abruzzo di Pescara. Oggi è meta di pellegrinaggio.

### Altri monumenti
- Fonte del Garzillo
- Miniera Pilone
- Fonte Pirella
- Fonte Santa Maria
- Fonte Marte
- Miniera Vaccareggia
- Madonna della Neve

## Società

### Evoluzione demografica
Abitanti censiti

## Economia
Nei dintorni si pratica la lavorazione della pietra, un'arte antica tramandata da padre in figlio, che caratterizza la tipica figura degli "scalpellini". Con le pietre, in passato, soprattutto ad uso dei pastori, si costruivano i cosiddetti "tholos", costruzioni a pianta circolare, senza malta e disposte in modo che l'acqua piovana non penetri all'interno e che per aspetto sono simili ai nuraghi sardi o ai trulli pugliesi. Rimane tuttora praticata la pastorizia che, al contrario del passato, non è più esercitata a conduzione associata che permetteva di impegnarsi solo un giorno a settimana o anche meno a seconda del numero dei componenti la squadra.
Altra attività poco conosciuta è quella della produzione di polvere da sparo usata prevalentemente per fuochi pirotecnici.
Un'attività che si sta incrementando ultimamente è quella legata alla presenza di numerosi punti di ristoro che propongono prelibatezze dimenticate che richiamano clientela da città vicine.

## Amministrazione
| Periodo        | Periodo        | Primo cittadino              | Partito                                | Carica  | Note          |
| -------------- | -------------- | ---------------------------- | -------------------------------------- | ------- | ------------- |
| 23 aprile 1975 | 13 giugno 1999 | Giuseppe Costantino Dionisio | Lista civica di centro-sinistra        | Sindaco | [ 9 ]         |
| 14 giugno 1999 | 7 giugno 2009  | Osvaldo Trovarelli           | Lista civica Democrazia e solidarietà  | Sindaco | [ 10 ] [ 11 ] |
| 8 giugno 2009  | 26 maggio 2019 | Giuseppe Esposito            | Lista civica Democrazia e solidarietà  | Sindaco | [ 12 ] [ 13 ] |
| 27 maggio 2019 | in carica      | Simone Romano D'Alfonso      | Lista civica Lettomanoppello in comune | Sindaco |               |